# Daniel Grubesic
Daniel Grubesic (* 1. Oktober 1995 in Bruck an der Mur) ist ein österreichischer Fußballspieler.

## Karriere
Grubesic begann seine Karriere bei der Kapfenberger SV. Nachdem er 2012 kurzzeitig für den SVA Kindberg gespielt hatte, rückte er im Juni 2013 in die zweite Mannschaft auf. Im März 2015 stand er erstmals im Profikader. Sein Profidebüt gab er im März 2016 gegen den SC Wiener Neustadt.
Zur Saison 2017/18 wechselte er zum Landesligisten USV Mettersdorf.